# Родоски колос
Родоският колос (на гръцки: Κολοσσός της Ρόδου; на латински: Colossus Rhodi) е бронзова статуя на бога на Слънцето Хелиос, издигната в пристанището на град Родос, на остров Родос в Егейско море. Издигала се на височина от 34,6 метра (112 фута) и е била една от най-високите статуи в древността. Статуята е едно от Седемте чудеса на света. Дело е на Харес от Линдос и е построена в периода между 292 и 280 г. пр.н.е.

## Предистория
След разпада на държавата на Александър Македонски, управлението на Родос поел Птолемей I Сотер. След неговото утвърждаване в Египет, той сключил с Родос съюз, контролиращ търговията в източното Средиземноморие. През 305 пр.н.е. синът на другия диадох Антигон I Монофталм – Деметрий I Полиоркет – обсадил Родос с войска от 40 хил. души. Държал главния град на острова в обсада цяла година. Накрая бил принуден да отстъпи пред приближаващия флот на Птолемей.
Народът на Родос решил да продаде счупените обсадни оръдия и да построи статуя на почитания бог на Слънцето — Хелиос, за да се отблагодарят за застъпничеството. Хелиос бил не просто почитано божество на острова – според легендите бил негов създател, изнесъл го от морските дълбини на ръцете си. Според Плиний Стари продали оставеното оръжие за 300 таланта и решили да използват парите, за да построят гигантска статуя на техния бог Хелиос.

## Строителство
Строителството е поверено на Харес от Линдос, който е участвал и преди в издигането на големи статуи. Неговият учител Лизип е създал 22-метрова (70 фута) бронзова статуя на Зевс в Тарентум.
Дванадесет години се труди над статуята Харес, за да създаде почти 36-метров бронзов гигант. Когато приключил, пред очите на родосци се издигнал висок и строен юноша – бог с лъчист венец на главата. Той стоял на мраморен постамент, леко наклонен назад и напрегнато гледал надолу. Статуята се издигала директно на входа в пристанището и била видима от близките острови. В основата си била направена от глина, върху метално скеле, а отгоре била покрита с бронзови листове.
За изготвянето на грандиозния монумент са били нужни 500 таланта бронз и 300 таланта желязо (равни съответно на 13 и 8 тона). Родоският колос породил и своеобразна мода на гигантските статуи и на Родос през 2 век пр.н.е. имало вече около 100 колосални скулптури.

## Гибелта на статуята
Колосът се издигал сравнително кратко – 56 години. През 226 пр.н.е. статуята била разрушена от земетресение. Както пише Страбон, „Статуята лежала на земята, свалена от земетресението и счупена в коленете“. Но дори и тогава Колосът удивлявал със своите размери. Плиний Стари казва, че малко хора успявали да обхванат с двете си ръце големия палец на ръката на Хелиос.
Птолемей III предложил да плати за реконструкцията на статуята, но Делфийският оракул предсказал, че така родосци ще обидят Хелиос и те отказали.
Отломките на Колоса останали на земята, както е описано от Страбон (XIV 2.5), в продължение на над 800 години, и дори счупени, те били толкова впечатляващи, че много пътешественици отивали да ги видят.
През 654 г. арабите превземат Родос и според Теофан Изповедник ги продават на еврейски търговец от Едеса.